# Charco Prieto
Charco Prieto är en ort i Mexiko.   Den ligger i kommunen Manuel Doblado och delstaten Guanajuato, i den centrala delen av landet, 300 km nordväst om huvudstaden Mexico City. Charco Prieto ligger 1 740 meter över havet och antalet invånare är 135.
Terrängen runt Charco Prieto är platt åt nordväst, men åt sydost är den kuperad. Runt Charco Prieto är det ganska glesbefolkat, med 45 invånare per kvadratkilometer. Närmaste större samhälle är Ciudad Manuel Doblado, 15,3 km sydväst om Charco Prieto. Omgivningarna runt Charco Prieto är en mosaik av jordbruksmark och naturlig växtlighet.